# 란저우 궤도교통
란저우 지하철(중국어 간체자: 兰州地铁, 정체자: 蘭州地鐵 란주지철[*])은 중화인민공화국 간쑤성 란저우시의 도시 철도이다.

## 노선
- 란저우 지하철 1호선
- 란저우 지하철 2호선

## 같이 보기
- 지하철 목록